# 13-та окрема єгерська бригада (Україна)
13-та окрема єгерська бригада (13 ОЄБр) — вигадане з'єднання Збройних сил України. Про існування частини повідомили у 2023 році, а спростували у 2024 році.

## Історія
За даними авторів книги «In hoc signo vinces. Історія підрозділів сухопутних військ збройних сил України в знаках і символах» 13-та окрема єгерська бригада базується в Рівненській області, входить до складу ОК «Північ». Бригаду створено 10 лютого 2023 року.
У березні 2023 року повідомлялося, що бригада була нібито передана до складу ОУВ «Волинь» разом із 88-ю механізованою бригадою.

У жовтні 2024 року аналітики проєкту Militaryland звернулися до Генерального штабу ЗСУ з проханням підтвердити існування бригад, але ГШ спростував цю інформацію.
Відповідно до облікових даних Головного управління персоналу станом на 21.10.2024 військовим організаційним структурам Збройних сил України дійсне найменування "88 окрема механізована бригада" не надавалось
Після цього аналітики зробили висновок, що 13-ї бригади також не існує.
У березні 2025 року Forbes також опублікував статтю, в якій спростував існування бригади. Існування цієї бригади і 88-ї механізованої одного разу підтвердила місцева влада одного з районів Рівненської області, проте «бійці» цих підрозділів жодного разу не оголошували грошові збори.

## Символіка
На емблемі бригади в зеленому полі зображено голову оленя, що її пронизують навхрест дві стріли вістрями додолу. Фігури нарукавного знака емблеми традиційні для української середньовічної геральдики, як територіальної, так і родової. Зокрема, голова оленя є на гербі роду панів Ваповських із Радохоничів XV століття.